# Mucuna (comida)
Mucuna o mukuna es un aperitivo característico del altiplano boliviano, al oeste de este país, en los departamentos de Oruro y Potosí, en las cercanías del Salar de Uyuni.

## Características
La mucuna es una elaboración de harina de molido grueso de quinua, cocinada al vapor y que lleva una especie de aderezo en su interior. Similar a una albóndiga o humita se mezcla con grasa de cerdo.
Es una preparación que forma parte de la gastronomía tradicional de las naciones Chipaya y Urus, y cuya preparación se ha hecho común entre otros pueblos como el aimara de Bolivia y Chile, donde específicamente se utilizan variedades de quinua de grano más duro denominadas Lirio o Kanchi, de coloración roja y rosa respectivamente.
La mucuna de quinua es identificada y promocionada como un atractivo turístico de Chipaya y es promovida por los Urus como parte de su cultura y reivindicaciones identitarias y culturales.

## Uso tradicional
Junto a otros 35 platillos, es identificada por un estudio de la FAO de 2011 como una de las preparaciones que forman parte de los usos tradicionales de la quinua en el altiplano boliviano. Junto a la sopa, la phisara, el pito, y la harina es una de las preparaciones más frecuentes realizadas con el cultivo tradicional a pequeña escala de la quinua en el altiplano sur de Bolivia.
Durante el siglo XX la preparación de platos tradicionales derivados de la quinua, como la mucuna y la quispiña, ha ido disminuyendo por la laboriosidad que significa su preparación, siendo reemplazados por alimentos como el arroz y el fideo, las preparaciones tradicionales fueron persistiendo mayoritariamente entre los adultos mayores.